# Dolle fratsen
Dolle fratsen is het 23ste stripverhaal van Jommeke. De reeks wordt getekend door striptekenaar Jef Nys.

## Personages
- Jommeke
- Theofiel
- Marie

## Verhaal
Dit album is geen doorlopend verhaal maar een verzameling gags. Elke grap beslaat één bladzijde.
Een greep uit het aanbod:
- De televisie is stuk. Vader Theofiel laat hem door Jommeke repareren. Als hij klaar is, staat het beeld op zijn kop en kijken ze tv terwijl ze ondersteboven in de zetel hangen.
- Jommekes ouders moeten weg en ze laten Jommeke de afwas doen. Hij vindt geen keukenhanddoek en hangt alles dan maar te drogen aan de waslijn.
- Het is bijna Pasen en Jommeke is bang dat de paaseieren die uit de lucht vallen zullen breken. Hij neemt alle lakens uit moeders kast en knoopt die tussen de bomen in de tuin.
- Jommeke wil vaders scheerapparaat eens uitproberen op zijn uitschietende baard. Hij scheert echter per ongeluk een kale streep door zijn haar. Om het te verbergen zet hij een hoed op.
- Omdat het mooi weer is, wil Jommeke buiten foto's gaan maken. Hij trekt verschillende foto's van de mooiste locaties in en rond het dorp, maar als hij thuiskomt merkt hij dat hij het fotorolletje vergat.
- Jommeke moet naar de pianoles. Hij vertrekt maar een uur later belt juffrouw Doremi dat hij er niet is. Theofiel vindt Jommeke die aan het voetballen is. Hij moet uiteindelijk langer piano spelen.
- Jommeke speelt trompet in huis. Zijn vader vindt het afschuwelijk. Jommeke speelt dan buiten op zijn trompet, Teofiel zegt dat hij ver weg moet gaan. Jommeke stapt in een bootje en gaat op zee trompet spelen.
- Jommeke wil boekenrekken aanbrengen in de woonkamer. Bij gebrek aan boeken zet hij er de potten en pannen in.
- Jommeke maakt per ongeluk een bloempot stuk. Marie is boos en stuurt hem weg. Jommeke koopt een nieuwe pot bloemen. Hij struikelt echter en laat de pot vallen.
- Jommeke wil pannenkoeken bakken voor zijn ouders. Hij gooit de pannenkoek te hoog waarna deze op Jommekes hoofd valt.
- Jommeke moet het gras maaien. Hij heeft hier geen zin in en laat dit karweitje door een andere jongen doen. Marie ziet dit en laat Jommeke voor straf het gras afdoen met de sikkel.
- Jommeke wil bewijzen dat hij heel sterk is en probeert een gewicht op te tillen. Het is echter te zwaar voor hem. Hij probeert het opnieuw maar zakt door de vloer.
- Er is een lek in het dak. Jommeke probeert het lek te dichten. Hij zakt echter door het dak.
- Jommeke laat een vaas vallen. Hij lijmt de scherven aan elkaar. De vaas is hersteld maar Jommekes hand zit vast in de vaas waardoor hij ze opnieuw moet breken.
- Jommeke is vuil en moet zich wassen. Marie sluit hem op in de badkamer. Jommeke springt door het raam naar buiten en valt hierbij in een regenton.
- Theofiel is depressief. Jommeke wil hem aan het lachen brengen en zoekt een oplossing. Hij laat een geit aan Theofiels voeten likken waardoor hij weer lacht.

## Achtergronden bij het verhaal
- De gags uit dit album zijn de eerste strips die rond Jommeke verschenen in 1955. Hij was toen nog veel korter en dikker en slechts 6 à 8 jaar oud. Jef Nys tekende toen enkel gagstrips. In dit album werden enkele van deze gags voor het eerst gebundeld. Later volgden er nog dergelijke albums, zoals Gekke grappen.
- Latere uitgaven van dit album nemen niet alle gags uit het oorspronkelijke album over. Enkele werden in latere gagalbums herhaald.
- Behalve Jommeke, Marie en Theofiel komen er geen bekende nevenpersonages uit de reguliere albumreeks voor in dit album. Dit is ook logisch gezien ze gebaseerd zijn op de verhalen van voor de reguliere reeks en al deze personages nog geïntroduceerd moeten worden.
- Het is het eerste album met geen doorlopend verhaal.
- In 2017 werd dit album volledig hertekend en er werden enkele nieuwe grappen toegevoegd.